# Binga
Binga er en by i den nordvestlige del af Zimbabwe, med et indbyggertal på cirka 119.000. Byens ligger ved Karibasøen, der danner grænse til nabolandet Zambia.
17°37′S 27°20′Ø / 17.617°S 27.333°Ø